# Bruno Bauer
Bruno Bauer (Eisenberg, Saxònia-Altenburg, 6 de setembre de 1809- Rixdorf, Berlín, 13 d'abril de 1882) fou un filòsof i teòleg alemany.

## Història
Bauer fill d'un pintor en una fàbrica de porcellana, estudià filosofia i teologia en la Universitat de Berlín. Fou alumne de Hegel fins que aquest morí l'any 1831. Hegel condecorà el jove Bruno Bauer com a premi acadèmic per un assaig filosòfic criticant a Kant.
En els seus inicis, defensà el cristianisme, però, després de ser nomenat professor a Bonn (1839), derivà cap a la seva negació (Crítica de la història evangèlica dels Sinòptics, 1841), i per això se li prohibí alguna obra. Representant de «l'esquerra hegeliana» (L'Església evangèlica de Prússia i la ciència, 1840), marxà a Berlín i l'any 1843 abordà la política i la història en obres molt criticades per Marx i Engels (en La Sagrada Família). Després tornà a la crítica teològica i acabà sent un dels aduladors de Bismarck.

## Obra
- Kritik der evangelischen Geschichte des Johannes (1840)
- Kritik der evangelischen Geschichte der Synoptiker (1841)
- Die Posaune des jungsten Gerichts über Hegel, den Atheisten und Antichristen (1841)
- Die gute Sache der Freiheit und meine eigene Angelegenheit (1842)
- Hegels Lehre von der Religion und Kunst von dem Standpunkte des Glaubens aus beurteilt (1843)
- Das Entdeckte Christentum im Vormärz (prohibida, 1843)
- Die Geschichte des Lebens Jesu mit steter Rücksicht auf die vorhandenen Quellen (1843)
- Christus und die Caesaren (1877)

Alguns treballs són una crítica dels evangelis i la història del seu origen, un llibre sobre les accions dels apòstols, i una crítica de les cartes de Pau de Tars. Dins de les aportacions de Bruno Bauer, hi ha una profunda anàlisi de la literatura cristiana del segle i. Ell creia que molts temes centrals del Nou Testament, especialment els que eren oposats a l'Antic Testament, podien ser cercats amb una relativa facilitat en la literatura grecoromana del segle i.
Bauer sostenia que l'aplicació cristiana de la paraula grega logos deriva de Filó d'Alexandria, els estoics i Heràclit d'Efes. Per a Filó, el logos era el principi creador que ordena el món i l'intermediari a través del qual els homes coneixien a Déu. Bauer també assenyala la semblança de la vida de Jesús amb el filòsof Apol·loni de Tíana.